# Momentul forței

Relația dintre forță (F) și momentul forței (τ) în cazul unui corp în rotație

Momentul forței este o mărime fizică vectorială ce exprimă cantitativ proprietatea forței de a roti un solid rigid în jurul unei drepte ce trece printr-un punct și este perpendiculară pe planul format de dreapta suport a forței și punctul respectiv. Noțiunea este importantă în funcționarea tuturor mecanismelor în care există forțe care imprimă mișcări de rotație unor solide.

## Momentul unei forțe în raport cu un punct

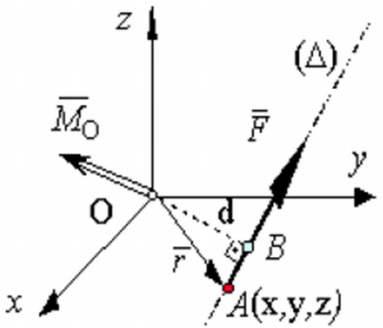
Momentul unei forțe în raport cu un punct

Momentul forței {\displaystyle {\vec {F}},} care acționează asupra unui solid rigid, în raport cu punctul O, numit pol, este o mărime vectorială notată cu {\displaystyle {\vec {M}}_{0}({\vec {F}})}  sau mai simplu notată cu {\displaystyle {\vec {M}}_{0}} și reprezintă produsul vectorial dintre vectorul de poziție care unește punctul O cu un punct oarecare de pe suportul forței și forță:
{\displaystyle {\vec {M}}_{0}={\vec {r}}\times {\vec {F}}=r\cdot F\cdot \sin(t)\cdot {\vec {u}}=F\cdot d\cdot {\vec {u}}}
unde:
{\displaystyle t}  este unghiul dintre {\displaystyle {\vec {r}}} și {\displaystyle {\vec {F}}}
{\displaystyle d=r\cdot \sin(t)}  și este brațul forței F fața de punctul O , care reprezintă distanța de la punctul O până la dreapta suport a forței F, adică lungimea perpendicularei dusă din punctul O pe dreapta suport a forței F.
Momentul unei forțe {\displaystyle {\vec {F}}} în raport cu un punct O se exprimă analitic în raport cu sistemul de referință cartezian triortogonal drept OXZY prin relația:
{\displaystyle {\begin{aligned}{\vec {M}}_{o}({\vec {F}})&={\vec {r}}\times {\vec {F}}={\begin{bmatrix}{\vec {i}}&{\vec {j}}&{\vec {k}}\\x&y&z\\X&Y&Z\end{bmatrix}}\\&=(y\cdot Z-z\cdot Y)\cdot {\vec {i}}+(z\cdot X-x\cdot Z)\cdot {\vec {j}}+(x\cdot Y-y\cdot X)\cdot {\vec {k}}\end{aligned}}}
{\displaystyle {\vec {M}}_{o}({\vec {F}})=M_{x}\cdot {\vec {i}}+M_{y}\cdot {\vec {j}}+M_{z}\cdot {\vec {k}}}
unde:  
{\displaystyle M_{x}=y\cdot Z+z\cdot Y}
{\displaystyle M_{y}=z\cdot X-x\cdot Z}
{\displaystyle M_{z}=x\cdot Y-y\cdot X}
sunt proiecțiile momentului forței F in raport cu punctul O pe axele Ox , Oy si Oz
Caracteristicile vectorului moment:
- punctul de aplicație este în O, ceea ce înseamnă ca vectorul moment este un vector legat;
- direcția este normală pe planul format de O și suportul forței;
- sensul este corespunzător triedrului drept;
- mărimea (modulul) acestuia este:

{\displaystyle |{\vec {M}}_{0}|=|{\vec {F}}|\cdot d,}
unde {{math|1=d = OB} se numește brațul forței și reprezinta lungimea perpendicularei dusă din O pe dreapta suport a forței.

### Proprietăți
- Momentul unei forțe în raport cu un punct arbitrar de pe dreapta suport a forței este întotdeauna nul.

{\displaystyle {\vec {M}}_{A}({\vec {F}})={\vec {AB}}\times {\vec {F}}=0,} deoarece {\displaystyle {\vec {AB}}} si {\displaystyle {\vec {F}}} sunt coliniari.
- Momentul unei forțe în raport cu un punct care nu aparține dreptei suport al forței este întotdeauna constant la alunecarea forței pe dreapta sa suport.

#### Demonstrație:
{\displaystyle {\vec {M}}_{o}({\vec {F}})={\vec {OA}}\times {\vec {F}}=({\vec {OB}}+{\vec {BA}})\times {\vec {F}}={\vec {OB}}\times {\vec {F}}+{\vec {BA}}\times {\vec {F}}={\vec {OB}}\times {\vec {F}}}
deoarece BA și F sunt vectori coliniari.
- Punctul O se deplasează pe o dreaptă paralelă cu {{math|(Δ)}.
- Momentul unei forțe se schimbă dacă se schimbă polul din O în O1:

{\displaystyle {\vec {M}}_{01}={\vec {O_{1}A}}\times {\vec {F}}=({\vec {O_{1}O}}+{\vec {OA}})\times {\vec {F}}={\vec {M}}_{0}+{\vec {O_{1}O}}\times F.}
iar   {\displaystyle {\vec {M}}_{o1}({\vec {F}})={\vec {M}}_{o}({\vec {F}})+{\vec {O_{1}O}}\times {\vec {F}}}     este legea de variație a momentului unei forțe la schimbarea punctului in raport cu care este calculat.

## Momentul unei forțe în raport cu o axă
Momentul unei forțe în raport cu o axă, de versor {\displaystyle {\vec {u}},} este proiecția pe acea axă a momentului forței calculat în raport cu un punct oarecare al axei respective:
{\displaystyle M_{\Delta }={\vec {M}}_{0}\cdot {\vec {u}}=({\vec {r}}\times {\vec {F}})\cdot {\vec {u}}.}

### Proprietăți
- {\displaystyle M_{\Delta }=0} dacă cei trei vectori sunt coplanari: forța este paralelă cu axa Δ sau suportul forței intersectează axa.
- {\displaystyle M_{\Delta }=0} nu depinde de alegerea punctului O pe axa Δ:

Astfel, dacă se consideră un alt punct O1:
{\displaystyle M'_{\Delta }=({\vec {O_{1}A}}\times {\vec {F}})\cdot {\vec {u}}=[({\vec {O_{1}O}}+{\vec {r}})\times {\vec {F}}]\cdot {\vec {u}}=M_{\Delta }.}
- Momentul unei forțe în raport cu o axă Δ este egal cu mărime momentului produs de componenta forței dintr-un plan normal pe axă, calculat în raport cu punctul în care axa Δ intersectează planul normal:

{\displaystyle M_{\Delta }=({\vec {OA}}\times {\vec {F}})\cdot {\vec {u}}=[{\vec {OA}}\times ({\vec {F}}_{\perp }+{\vec {F}}_{\|})]\cdot u=({\vec {OA}}\times {\vec {F}}_{\perp })\cdot {\vec {u}}=\pm |{\vec {r}}\times {\vec {F}}_{\perp }|.}

## Terminologie
- Momentul forței este tradițional notat de fizicienii români cu MF, spre deosebire de fizicienii anglofoni,[cine?] care îl notează cu litera greacă tau (τ).
- O combinație de momente ale două forțe antiparalele care acționează la capetele unui braț este un cuplu de forțe, dând momentul:

{\displaystyle M=F*r/2+F*r/2=F*r}